# Ephesia puella
Ephesia puella là một loài bướm đêm trong họ Noctuidae.